# Барок у Холандији
За разлику од Фландрије, коју је обележио Рубенс, у Холандији се појављује мноштво разноликих мајстора и локалних школа (Амстердам, Харлем, Утрехт, Делфт и друге). Појаву бројних уметника условила је чињеница да у Холандији уметност нису помагали држава и црква кроз ангажман и наруџбине обимних јавних радова, већ први пут у историји приватни колекционари постају главни извор зараде сликарима, захваљујући правој колекционарској манији која је обухватила грађанство.
Барокни стил је стигао у Холандију преко Рубенсових дела, али и Рима тј. непосредних контаката са Каравађом и његовим следбеницима. Посебно је била значајна Утрехтска школа, чији су чланови боравили у Италији, па иако није дала значајне мајсторе допринела је ширењу утицаја италијанског барока, првенствено Каравађа и Карачија. 
То се посебно огледа у делима великог сликара портрета из Харлема, Франса Халса (1580-1666), који се истакао по томе што је радио брзим и видљивим потезима кичице који су остављали утисак непосредности скице. Његов зрели стил одаје слика Весела пијаница, рађена у комбинацији Рубенсове снаге и Каравађове усредсређености на драматичан моменат, док његов касни групни портрет Чланице управног одбора Дома стараца у Харлему, показује дубоко проницање у људски карактер.
Несумњиво да је највећи геније холандског сликарства био Рембрант Хармернсон ван Рајн (1606-1669), уједно и један од најутицајнијих уметника у традицији западне Европе XVII века. Психолошка димензија његових портрета и продубљена интерпретација библијских догађаја које је радо сликао, остале су до данас јединствене и непоновљиве. 
Већ за живота Рембрантова дела су копирана и имитирана али после његове смрти га критичари, а посебно присталице класицизма, нису превише ценили. Ипак његове слике су остале омиљене и на цени код колекционара, док се у XVIII веку јавља покрет сликара у Немачкој и Енглеској који су били инспирисани управо Рембрантовим радом. Од 1620. до 1624. био је ученик Јакоба Исакса ван Сваненбурга, школованог у Италији и специјализованог за сликање архитектуре и представа пакла.
Постоји мишљење да су Сваненбургове слике пакла побудиле у младом Рембранту интересовање за представљање светлости. Године 1624. провео је шест месеци код сликара Питера Ластмана у Амстердаму, што је на њега оставило јачи утицај него раније образовање јер га је Ластман усмерио ка историјском сликарству, које је у то време сматрано највишим родом сликарства. Рембрант се 1625. вратио у родни Лајден и са пријатељем Јаном Ливенсом отворио сликарску радионицу где се највише бавио историјским сликарством и портретским студијама карактера, док је три године касније израдио прву гравиру и почео да узима ученике.
У раним сликама попут дела Тобија и Св. Ана са јаретом, кроз наглашени реализам и јако осветљење огледа се утицај Каравађа. Овакве старозаветне сцене Рембрант је највише волео јер лепо илуструју његов нови емоционални став, тј. исти световно-хришћански прилаз који је Каравађо користио за Нови завет, као непосредну причу о божјем поступању са људима.
Деценију касније Рембрант је развио стил високог барока у пуној сјају, када његов Стари завет постаје блештави свет Истока (у то време био је колекционар предмета с Блиског истока), пун привлачности и жестине као на слици Ослепљивање Самсона, где продор светлости у мрачни шатор појачава драматичност. Младом Рембранту је невероватну славу донела слика Час анатомије доктора Николаса Тулпа из 1632. године. 
На њој је приказан доктор Николас Тулп, који објашњава мускулатуру руке присутним медицинским стручњацима. Леш на слици је злочинац Арис Кинт, који је претходно тог дана био обешен због оружане пљачке, а неки од присутних посматрача су аристократе који су платили да буду укључени у слику. Догађај се одвио 16. јануара 1632. године у амстердамској хируршкој гилди којој је Тулп припадао. Носио је титулу званичног градског анатома, коме је било дозвољено да врши само једно јавно сецирање годишње за које би се користило тело погубљеног злочинца. Часови анатомије су били друштвени догађај у XVII веку и одржавали су се у учионицама које су заправо биле позоришта, присуствовали су им студенти, колеге и сваки појединац који би платио улазницу. Посматрачи су били прикладно одевени за ову озбиљну друштвену прилику.
Савремени стручњаци су коментарисали прецизност којом је 26-годишњи Рембрант насликао мишиће и тетиве а није познато где је стекао та знања, могуће је да је ископирао детаље из приручника анатомије. Лице леша је делимично осенчено као наговештај „сенке смрти“ (umbra mortis), технике коју ће Рембрант често користити. Слика је потписана у горњем десном углу са Rembrandt f[ecit] 1632. То је, колико је познато, први пут да је потписао слику именом а не иницијалима, што је знак пораста уметниковог самопоуздања.
Прекретница у Рембрантовој каријери била је слика Ноћна стража, групни портрет војника који су му платили за слику али су остали незадовољни јер су неки од њих представљени у другом плану. Ипак, у тежњи да избегне механички правилно дело, Рембрант је виртуозно остварио барокни покрет и осветљење, иако по многим изворима ова слика није била добро примљена у јавности. Он је ликове поделио у неколико мањих група, представивши их у покрету, уместо у уобичајеној статичној пози а овакву интерпретацију је нагласио и сложеним светлосним ефектима којима су лица дефинисана кроз градацију светлости и таме. 
Свака фигура оставља утисак портрета укључујући и жену у жутом, на чијем појасу виси птица која у канџама држи амблем војне полиције. Иза барјактара се налази се Рембрантов аутопортрет, један од најнеупадљивијих које је насликао. Рембрант, Ноћна стража, уље на платну, 371x445 cm, 1642. (Државни музеј, Амстердам) После 1642. Рембрантова слава полако бледи, док га прате и финансијске потешкоће које условљава лоше газдовање, па наступа период кризе, немира и унутрашње несигурности која се рефлектовала у новом стилу лирске истанчаности без реторике високог барока. 
Тако дела попут Јаков благосиља Јосифове синове (1656), остварују нову дубину осећања и интимности тј. приснији осећај него у ранијим уметничким делима. Ову нову фазу, препуну интроспекције и самокритике, одлично осликава његов Аутопортрет који је насликао пред крај живота.
Повратак блудног сина, слика настала пар година пре уметникове смрти, његова је најречитија и најспокојнија религиозна слика. Чулна лепота ранијих дела сада је уступила место скромном свету похабане одеће и босих ногу, где је вероватно приказао Јевреје који су често били његови модели, посебно уважавани од стране уметника као наследници библијске прошлости и трпељиве жртве прогона. 
Рембрант је такође био познат као мајстор дрвореза и бакрореза, радећи у техници киселине и суве игле, коју нико није користио тако истанчано пре њега. Холандија током XVII века постаје прави расадник различитих сликарских жанрова који су били омиљени као теме међу колекционарима слика, па се тако појављују уметници који специјализују израду пејзажа, видика са архитектуром, мртве природе или жанр сцене (призоре из свакодневног живота).